# New York Minute (film)
New York Minute is een film uit 2004 onder regie van Dennie Gordon.

## Verhaal
Jane en Roxanne zijn tweelingzussen die geen goede band hebben. Ze zijn erg verschillend van elkaar: Jane is de verantwoordelijke, terwijl Roxanne een vrije geest heeft. Ze gaan toevallig beiden op een schooldag naar New York. Jane wil een studiebeurs en Roxanne wil de demo van haar band aan de mensen van een platenmaatschappij geven. Alles wat er mis kan gaan, gaat dan ook fout.

## Trivia
- Bob Saget en Jack Osbourne hebben een cameo in de film.
- De band waar Roxanne in wil, is Simple Plan en ze komen ook voor in de film.

## Rolverdeling
| Acteur          | Personage                 |
| --------------- | ------------------------- |
| Ashley Olsen    | Jane Ryan                 |
| Mary-Kate Olsen | Roxanne Ryan              |
| Eugene Levy     | Max Lomax                 |
| Andy Richter    | Bennie Bang               |
| Riley Smith     | Jim                       |
| Jared Padalecki | Trey Lipton               |
| Drew Pinsky     | vader Ryan                |
| Darrell Hammond | Hudson McGill             |
| Andrea Martin   | senator Anne Lipton       |
| Alannah Ong     | ma Bang                   |
| Mary Bond Davis | Big Shirl                 |
| Bob Saget       | zichzelf                  |
| Jack Osbourne   | Justin                    |
| Joey Klein      | spijbelaar in het zwembad |
| Neil Crone      | agent Strauss             |
| Jonathan Wilson | treinconducteur           |
| Boyd Banks      | ticketverkoper            |